# Melanagromyza lappae
Melanagromyza lappae este o specie de muște din genul Melanagromyza, familia Agromyzidae, descrisă de Friedrich Hermann Loew în anul 1850.
Este endemică în Polonia. Conform Catalogue of Life specia Melanagromyza lappae nu are subspecii cunoscute.